# Daniel C. Esty
 (mai 2012).
Si vous disposez d'ouvrages ou d'articles de référence ou si vous connaissez des sites web de qualité traitant du thème abordé ici, merci de compléter l'article en donnant les références utiles à sa vérifiabilité et en les liant à la section « Notes et références ».
Daniel C. Esty, né le 6 juin 1959, est actuellement[Quand ?] le commissaire à l'énergie et à la protection de l'environnement (Department of Energy & Environmental Protection) pour l'État américain du Connecticut.